# Marie Delwaide
Maria Josephina Gerardina (Marie) Delwaide (Rekem, 1 april 1900 - Maastricht (Nederland), 14 december 1966) was een Belgisch politicus. Zij was de eerste Limburgse vrouwelijke burgemeester. 

## Biografie
Marie Delwaide was de oudste dochter van Leonard Delwaide (1869-1944), die sinds 1894 notaris in Rekem was, en Aurélie Vygen (1866-1964). Het gezin telde vier kinderen. Haar oudere broer Leo bouwde een politieke carrière uit als volksvertegenwoordiger en als oorlogsburgemeester van de stad Antwerpen.

## Loopbaan
Bij de gemeenteraadsverkiezingen van 1926 stelde Marie Delwaide zich kandidaat in Rekem en werd verkozen als gemeenteraadslid. Na de dood op 15 januari 1928 van Jean Janssen, de brouwer die het burgemeestersambt 37 jaar had uitgeoefend, werd zij voorgedragen en benoemd tot nieuwe burgemeester. Het ambt was pas in 1921 opengesteld voor vrouwen en Delwaide werd de eerste Limburgse vrouwelijke burgemeester. 
Als eerste burger van het Maasdorp legde Delwaide vooral sociale accenten. Zij was de oprichtster van de sociale bouwmaatschappij Klein Landeigendom die een honderdtal woningen bouwde in de Maasstreek. In Rekem nam zij het initiatief voor de bouw van een nieuwe kleuterschool en een school voor lager onderwijs. Zij was eveneens actief voor het Rode Kruis waar zij voorzitter was van de afdeling Lanaken.
Delwaide werd geëerd om haar menslievendheid en was populair. In 1932 werd ze vlot herkozen en ze bleef burgemeester tot in 1938. Daarna stond ze haar plaats af aan haar jongere broer Charles (1903-1970) die zijn vader als notaris opgevolgd was. Marie Delwaide, die ongehuwd was gebleven, besloot op dat moment haar ouders te gaan verzorgen. 